# Reinhard von Werneck
Reinhard Freiherr von Werneck (* 28. Juni 1757 in Ludwigsburg; † 27. Juli 1842 in München) war ein bayerischer Generalleutnant und von 1798 bis 1803 Direktor des Englischen Gartens in München. Sein Bruder war Franz von Werneck.

## Leben und Wirken
Er war der Sohn des Freiherrn Franz von Werneck und dessen Frau Marianne Dorothea, geborene von Mentzingen. Nach einer Tätigkeit in der Landwirtschaft und einer kurzen Dienstzeit in der Kaiserlichen Armee trat er in die Bayerische Armee ein. 1797 wurde er Oberst.
1798 wurde er Direktor des Englischen Gartens in München, damals unter Militärverwaltung (Hofgartenintendanz), in der Nachfolge von Benjamin Thompson. Unter seiner Ägide entstanden neue Wege und Pflanzungen sowie Bauwerke im Englischen Garten. 1789 ließ er den Apollotempel erbauen (nicht erhalten, heute an der Stelle der steinernen Bank). 1790 ließ er den Chinesischen Turm und das Ökonomiegebäude, 1791 den Militärsaal (heute Rumfordsaal), 1793 das Amphitheater (nicht erhalten) und 1796 das Rumforddenkmal erbauen. 1800 legte er den Kleinhesseloher See an und 1803 ließ er die Statue des Harmlos am südlichen Eingang errichten.
1803 wurde von Werneck als Direktor des Englischen Gartens von den Aufgaben entbunden, sein Nachfolger wurde Friedrich Ludwig von Sckell. Von Werneck war noch einige Jahre im Militärdienst als Kommandant des Kadettenkorps tätig, am 9. März 1804 wurde er zum Generalmajor à la suite befördert. 1837 wird er als pensionierter Generalleutnant geführt.
Am 14. Juni 1797 musste von Werneck einen Schwur leisten, dass er kein Mitglied der Illuminati sei. Von Werneck wohnte von mindestens 1842 bis zu seinem Lebensende in der Prannerstraße 14.
Von Werneck war seit 1808 Ehrenmitglied der Bayerischen Akademie der Wissenschaften.
Er ist in Tegernsee begraben.

## Gedenken

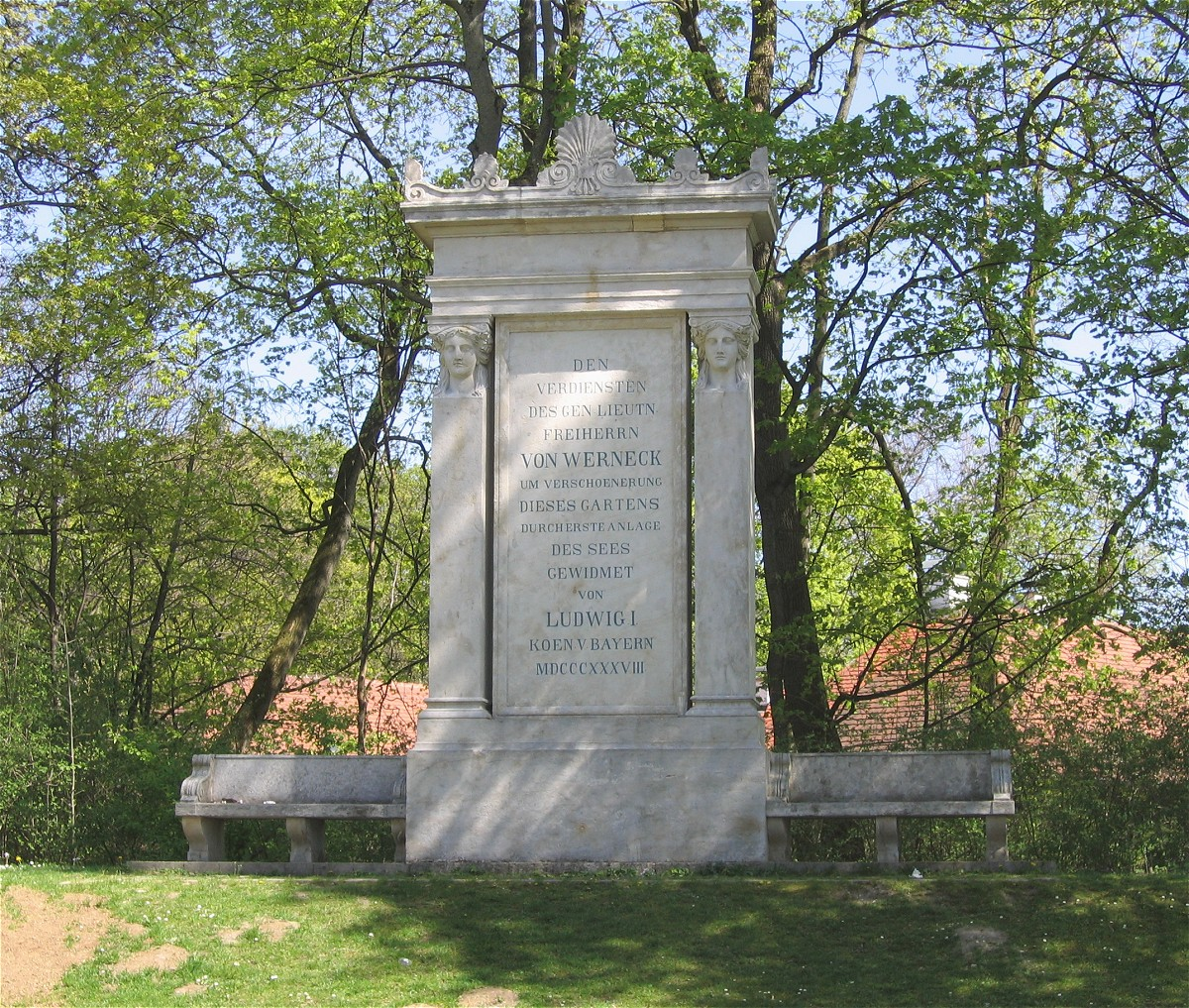
Werneck-Denkmal am Kleinhesseloher See

1838 wurde das Werneck-Denkmal in München enthüllt. Anfang November 1890 wurde die vormalige Schloß-Straße in München-Schwabing in Werneckstraße umbenannt. Das Anwesen Werneckstraße 1 wurde das Schloss Suresnes nach Werneck-Schlössl umbenannt.

## Bibliographie
- Theodor Dombart: Der Englische Garten zu München. München: Hornung, 1972. ISBN 3-87364-023-6.
- Sabine Heym: Reinhard Freiherr von Werneck (1757-1842). 26–29 in P. von Freyberg (ebd.): Der Englische Garten in München. München: Knürr, 2000, ISBN 3-928432-29-X.